# Горный (Каменский муниципальный округ)

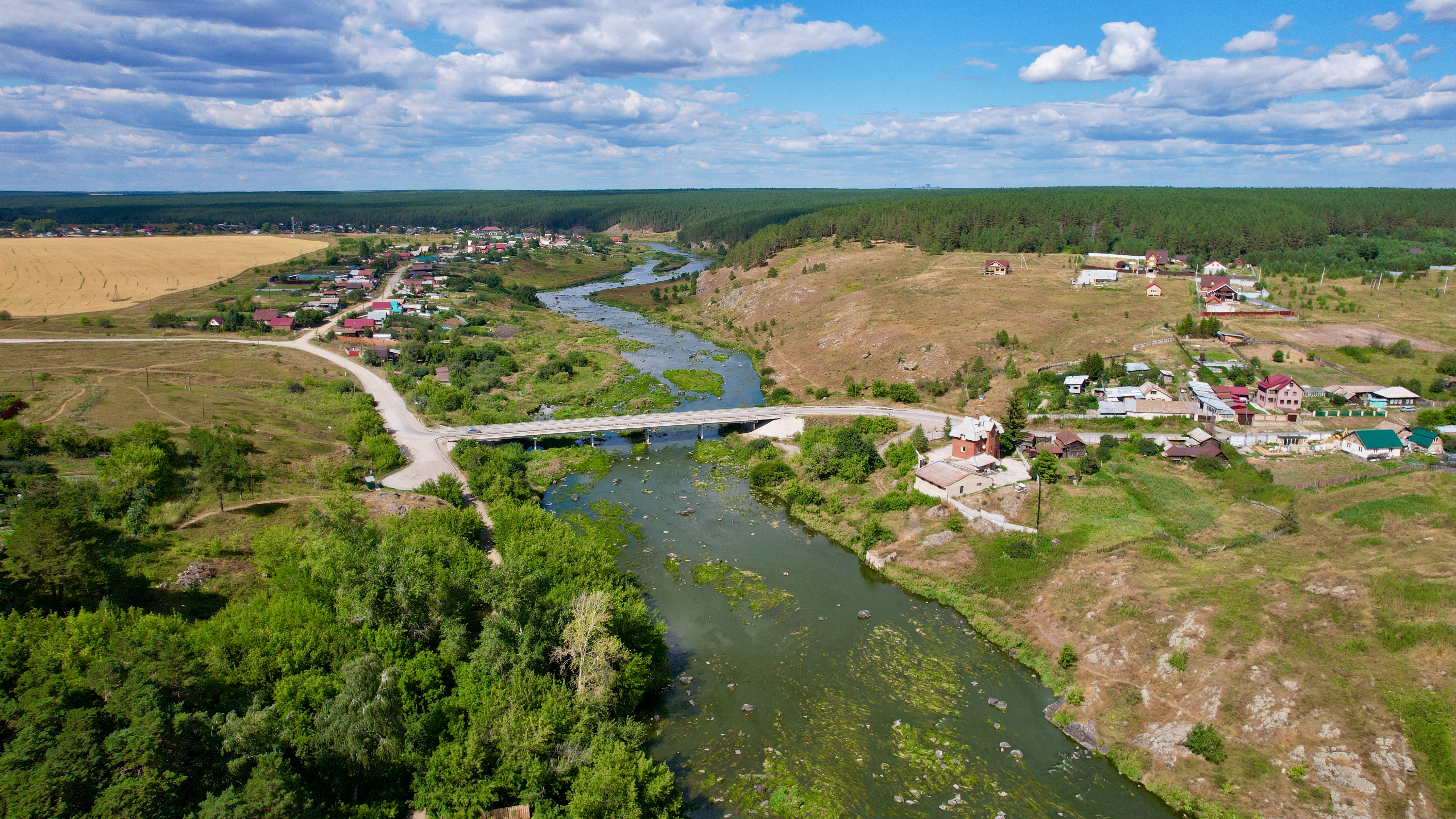
Мост через Исеть, соединяющий Горный и деревню Бекленищеву

Го́рный (ранее посёлок Знаменская фабрика, посёлок фабрики «Свободный труд») — посёлок в Каменском районе Свердловской области России. Входит в Каменский муниципальный округ.
Ранее был центром Горноисетского сельсовета Каменского района.

## География
Посёлок Горный находится в 19 километрах (в 26 километрах по автодороге) к западу от Каменска-Уральского и в 90 километрах к юго-востоку от Екатеринбурга, на правом берегу реки Исети. Выше Горного по течению реки находится деревня Перебор, а противоположном берегу — деревня Бекленищева. В окрестностях посёлка расположены геологические и геоморфологические природные памятники — скала Бекленищевские, порог Ревун, Смолинская пещера. Место туризма и спортивных соревнований. В окрестностях посёлка Горного также расположены дачные участки.

## История
Посёлок Горный возник в 1903 году при постройке Знаменской фабрики картона — «Свободный труд». Строил её купец — екатеринбуржец Александр Дмитриевич Ларичев, хороший знакомый Д. Н. Мамина-Сибиряка. В 1916 году посёлок относился к Покровской волости. В 1928 году посёлок Знаменская фабрика входил в Переборский сельсовет Покровского района Шадринского округа Уральской области. В 1928 году в посёлке было 20 дворов рабочих. К 1940 году население выросло втрое. Фабрика выпускала 7 сортов картона, работало около ста рабочих. В 1934 году сюда из села Белоносово были перевезены локомобиль и динамомашина. В предвоенные годы на ней работало около 100 человек.
Стараниями директора фабрики Фаины Егоровны Беклемищевой в 1980-х годах был построен капитальный мост через Исеть. До этого каждую весну ремонтировали пострадавший от наводнения и ледохода временный.
22 ноября 1966 года Указом Президиума Верховного Совета РСФСР посёлок фабрики «Свободный труд» — переименован в Горный. 11 марта 1971 года образован Горноисетский сельсовет с центром в посёлке Горный, выведенный из состава Покровского сельсовета.
В 2000 году фабрика обанкротилась и сгорела. В настоящее время территория фабрики — частное владение, в планах хозяина — отстроить фабрику и возродить бумагоделательное производство.

## Население
| 1926 | 2002 | 2010 | 2021 |
| ---- | ---- | ---- | ---- |
| 71   | ↗282 | ↘275 | ↘225 |

Структура
- По данным переписи населения 1926 года, в посёлке Знаменская фабрика было 20 дворов с населением 71 человек (мужчин — 30, женщин — 41). Национальный состав следующий: 68 русских, 3 украинца[2].
- По данным переписи населения 2002 года, русские составляли 93 % от общего числа жителей посёлка, татары — 6 %[12].
- По данным переписи населения 2010 года, в Горном проживали 275 человек: мужчин — 142, женщин — 133[13].

## Инфраструктура
Состоит из 5 улиц и более 50 домов. Есть автомобильный мост через реку Исеть.
Список улиц
- Ленина
- Зелёная
- Лесная
- Нагорная
- Фабричная

### Транспорт
Расстояние до ближайшего железнодорожного остановочного пункта Покровское — 6 километров на север.

## Достопримечательности
Окрестности Горного богаты природными достопримечательностями. На реке Исети расположены геологические и геоморфологические памятники природы, места туризма и спортивных соревнований: Бекленищевские скалы, порог Ревун, Смолинская пещера.